# Parada LGBT

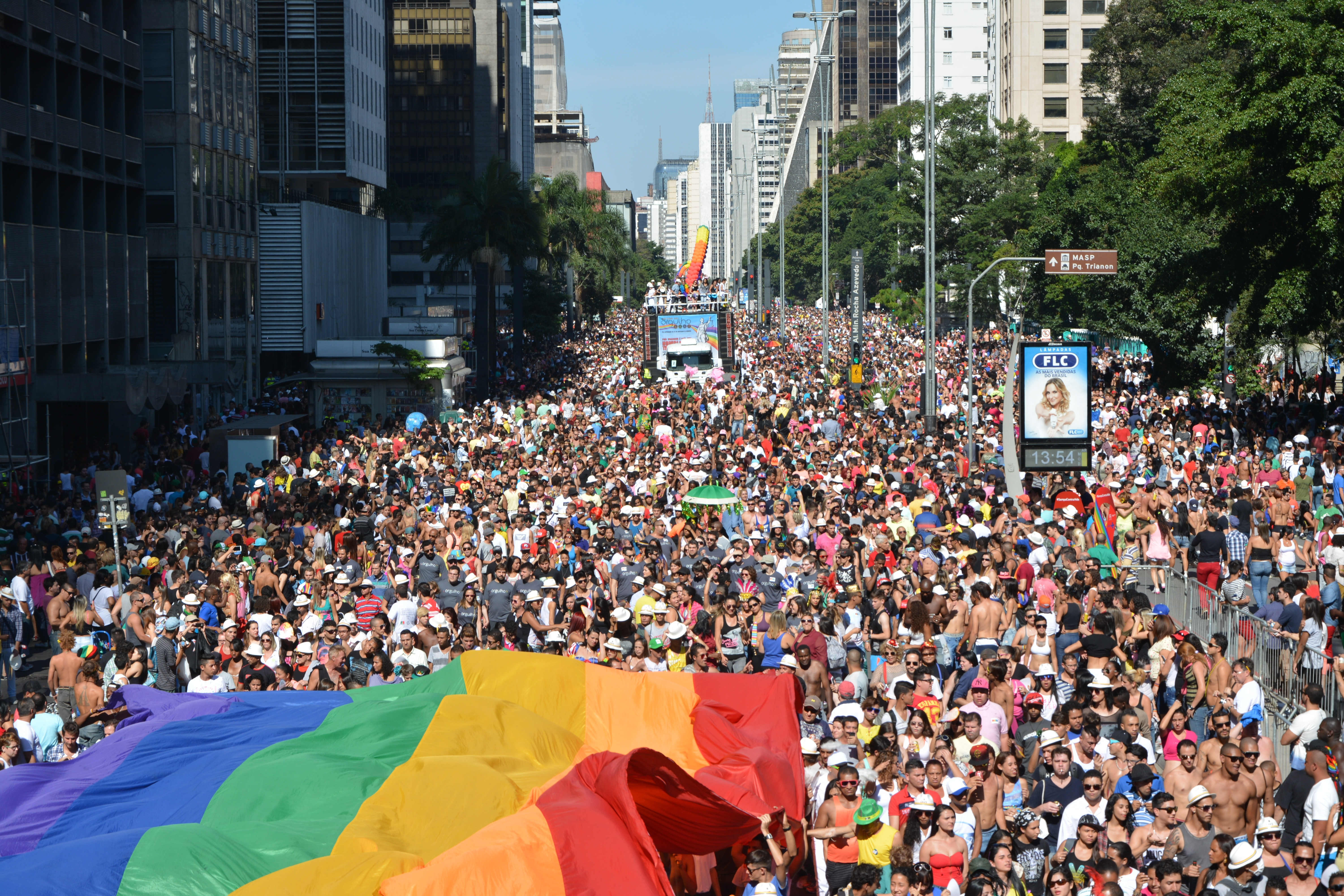
Parada do orgulho LGBT de São Paulo, uma das maiores do mundo

Parada LGBT, parada do orgulho LGBT, parada do orgulho gay ou simplesmente parada gay, são uma série de eventos de ações afirmativas para a comunidade LGBT+ que comemoram o orgulho e a cultura de pessoas lésbicas, gays, bissexuais e transgênero (LGBT), e por vezes de outros grupos tipicamente ligados à comunidade LGBT+, como as pessoas intersexo, queer, demissexuais e outros. Os eventos também servem como manifestações contra a homo, trans e bifobia, direitos iguais, como o casamento entre pessoas do mesmo sexo e leis contra a discriminação. A maioria destes eventos ocorrem anualmente e muitos ocorrem por volta de junho para comemorar a rebelião de Stonewall, um momento crucial nos movimentos civis LGBT modernos.

## Por país

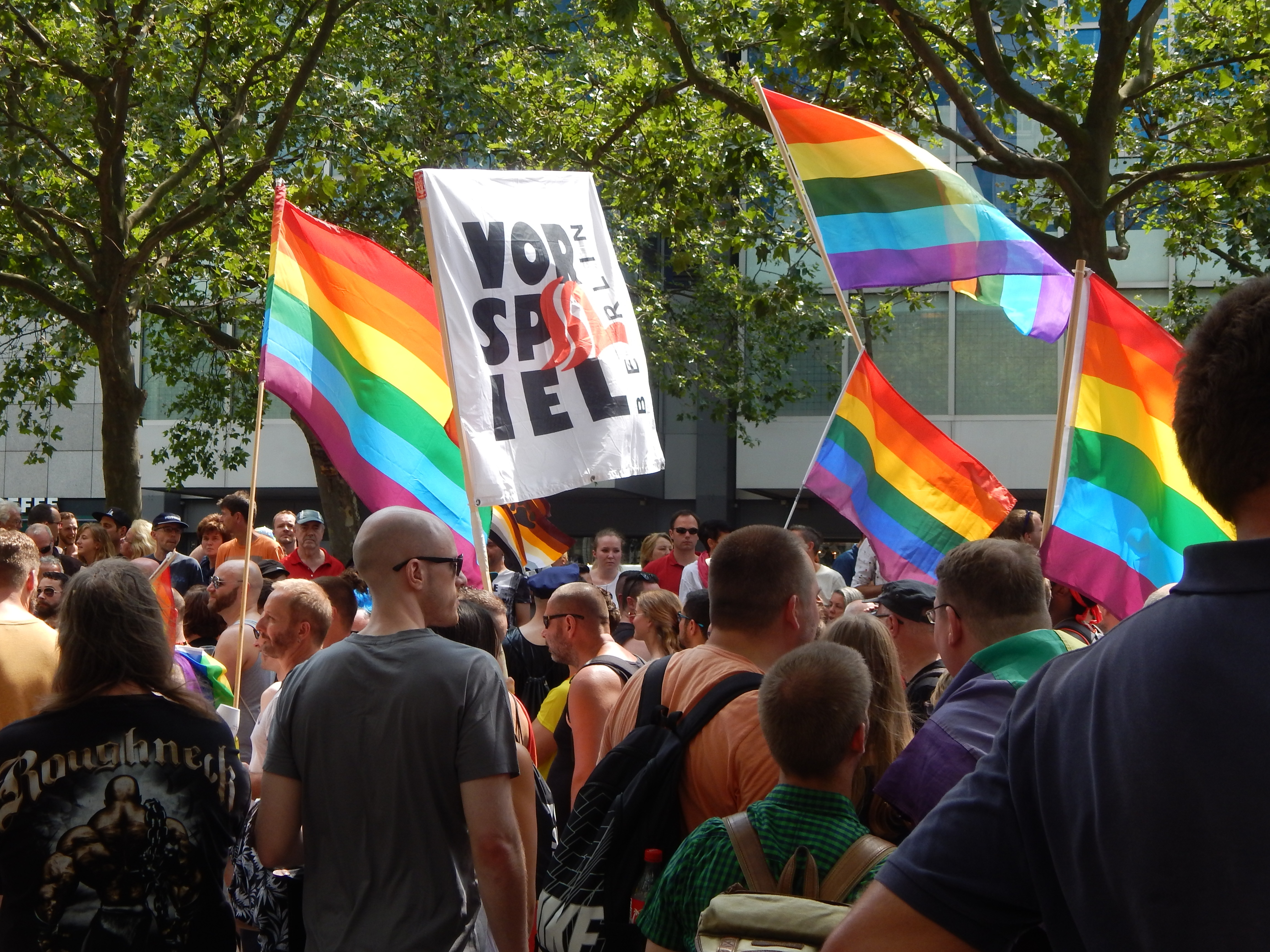
Parada LGBT de Berlim, Alemanha

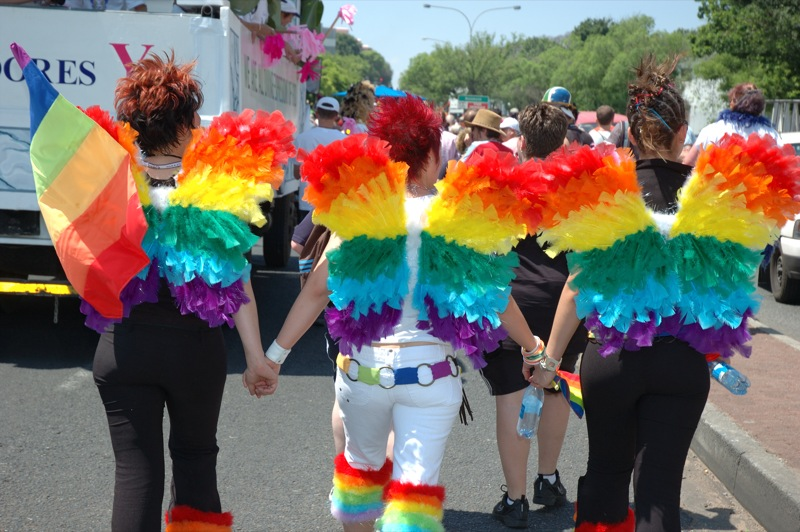
Mulheres na parada LGBT de Joanesburgo, África do Sul

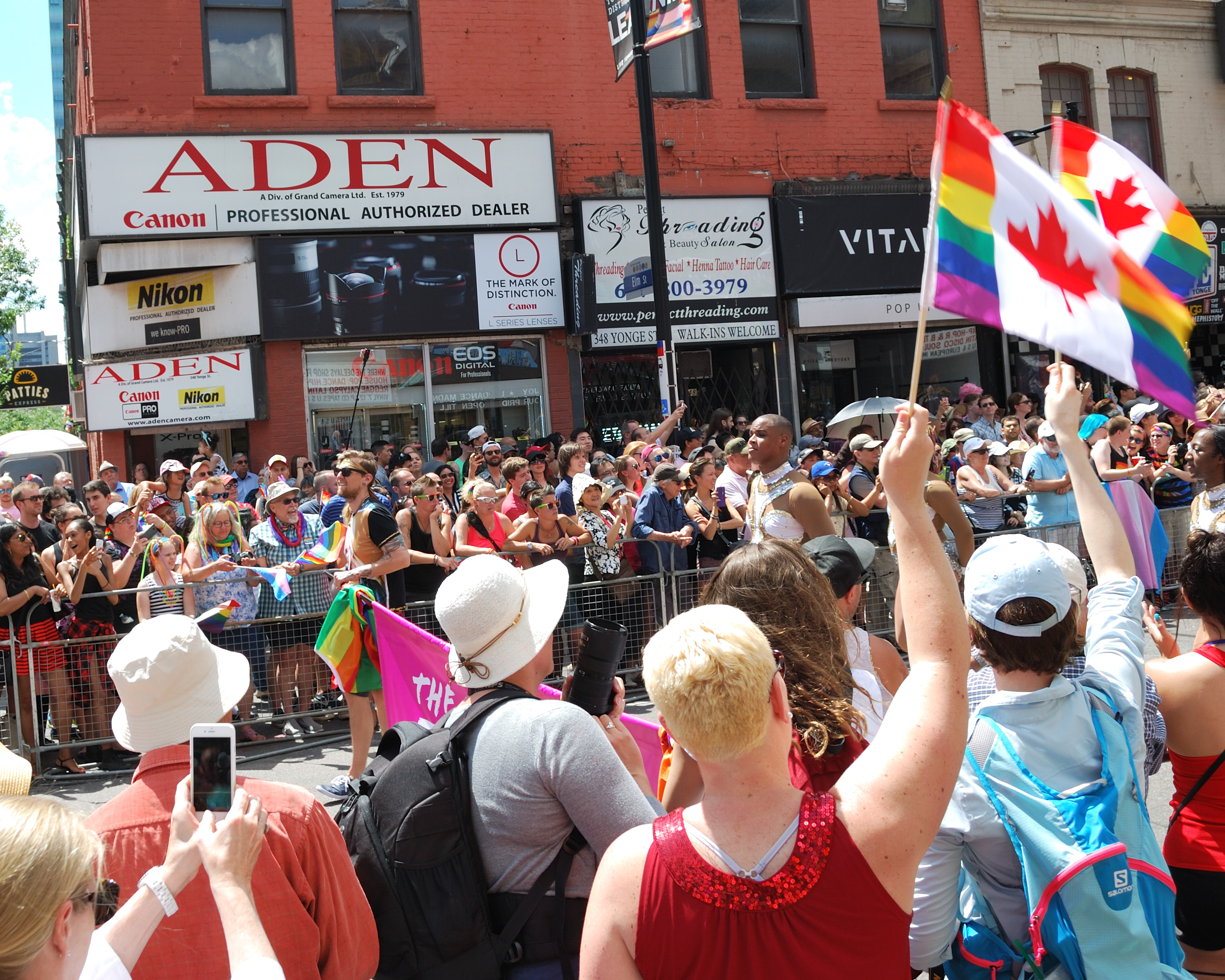
Parada gay de Toronto, Canadá

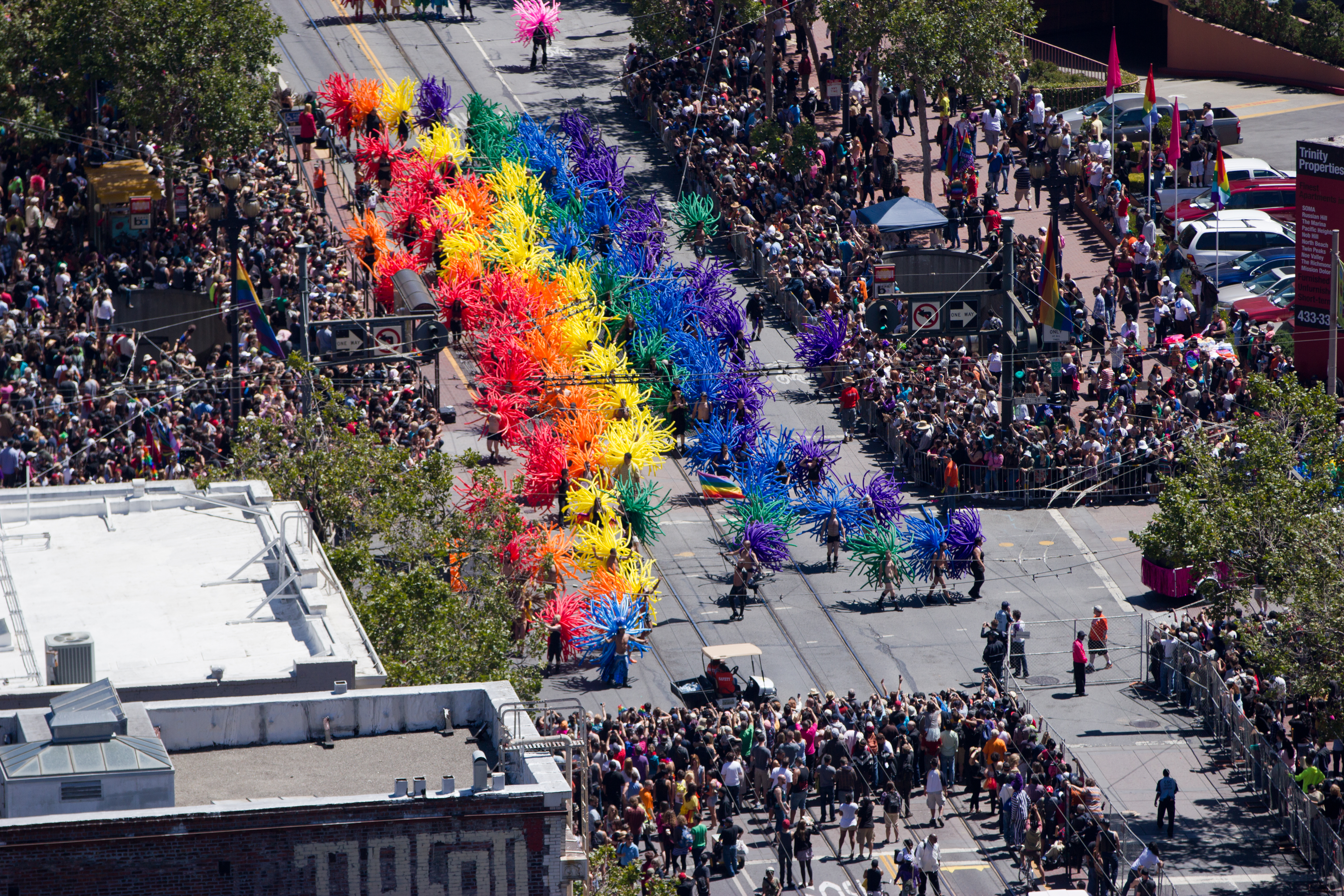
Parada LGBT de São Francisco, Estados Unidos

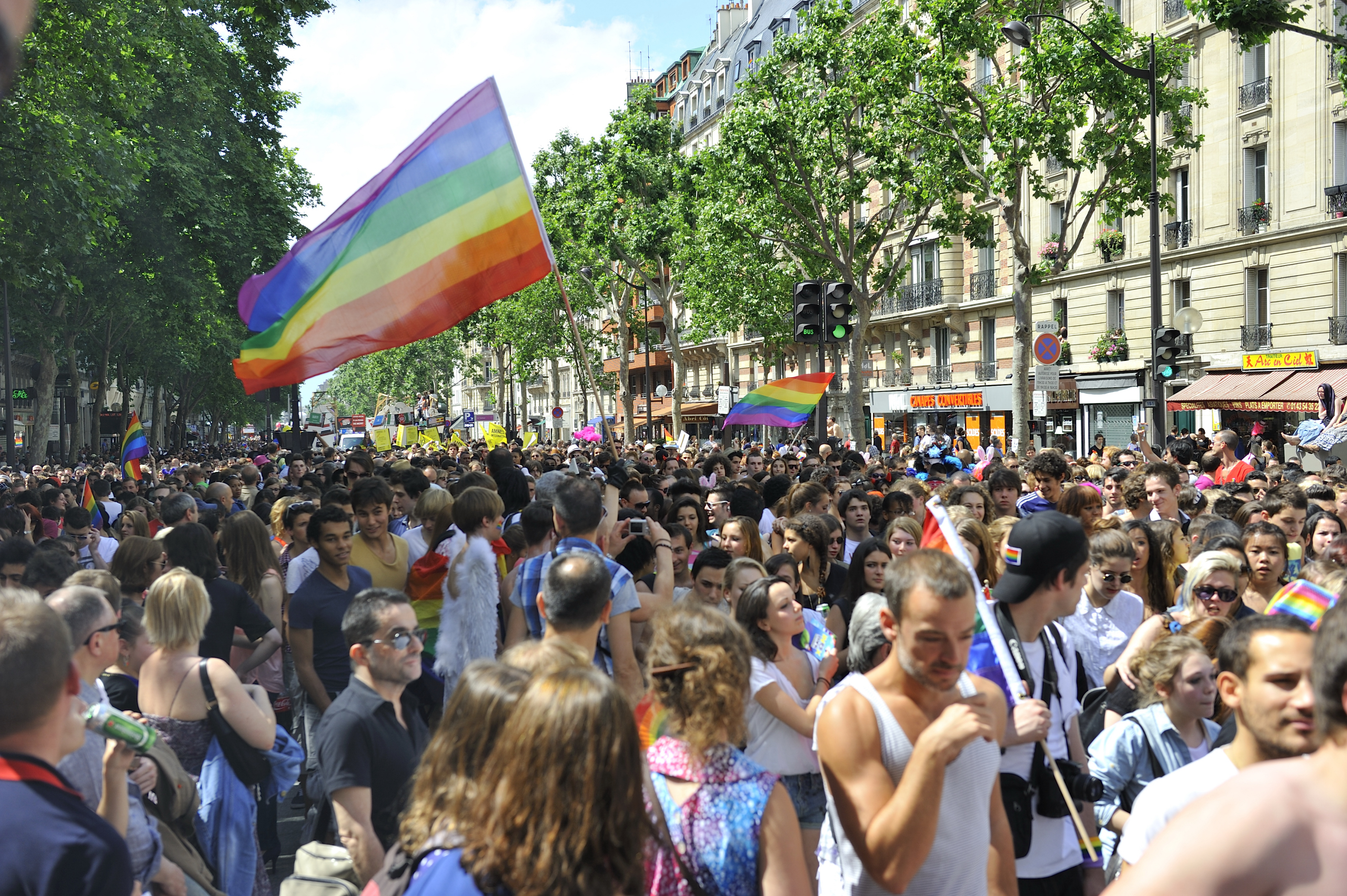
Parada LGBT de Paris, França

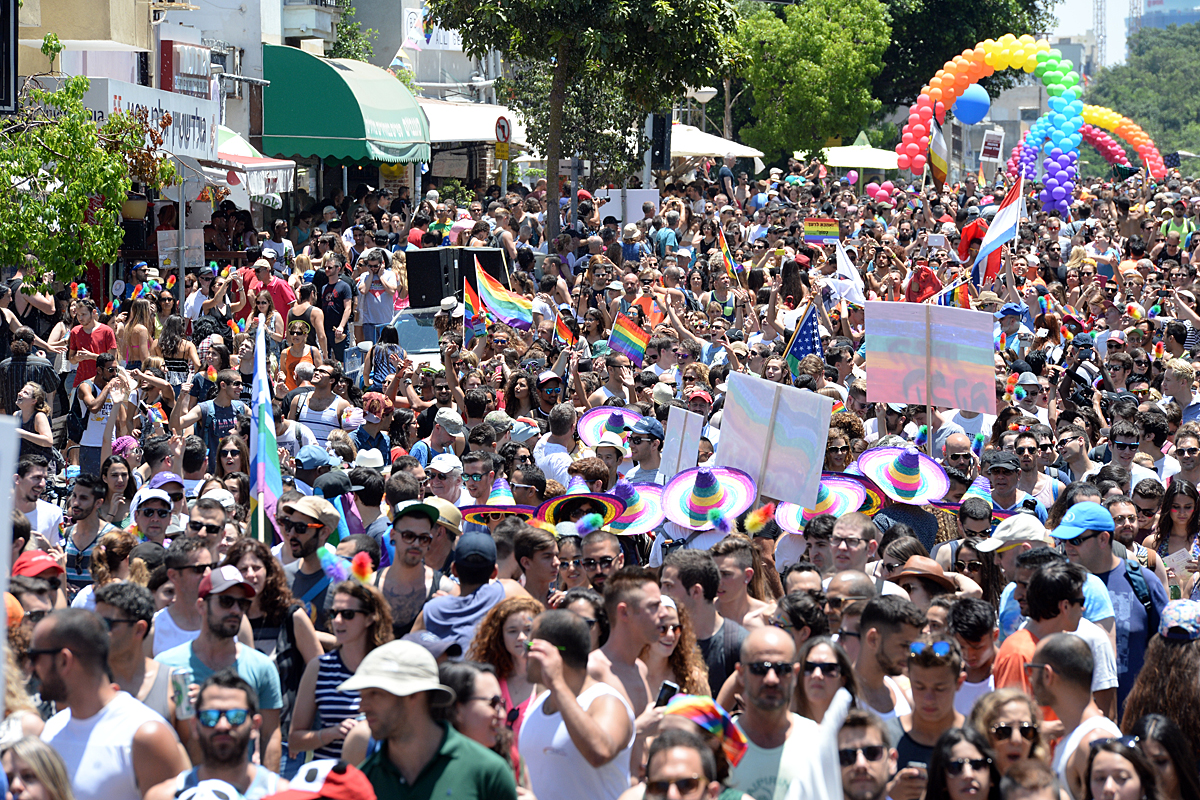
Parada gay de Tel Aviv, Israel

### Alemanha
Na Alemanha, as paradas do orgulho LGBT de Berlim e Colônia tâm a pretensão de serem as maiores da Europa. A primeira, chamada "Freedom Day Gay", começou em 30 de junho de 1979, em ambas as cidades. A de Berlim agora é realizada anualmente, no terceiro sábado de junho. Duas outras paradas de orgulho gay acontecem na cidade no mesmo dia.
A cidade de Colônia celebra o orgulho LGBT por duas semanas de apoia um programa cultural antes do desfile acontecer no domingo do primeiro fim de semana de julho. Uma marcha alternativa costumava acontecer no sábado antes do desfile, mas acontece uma semana antes.

### África do Sul
A primeira parada do orgulho LGBT da África do Sul foi realizada em Joanesburgo em 13 de outubro de 1990, no final da era do apartheid, o primeiro evento do tipo no continente africano. A Seção Nove da constituição do país de 1996 prevê a igualdade e a não discriminação em razão da orientação sexual, entre outros fatores. Paradas de orgulho gay também são realizadas em outras cidades sul-africanas, como Cidade do Cabo, Durban e Port Elizabeth.

### Canadá
A Parada Gay do Orgulho LGBT de Montreal (em francês:  Défilé de la fierté gai) é realizada em meados de agosto e acontece todos os anos desde 1979, quando um grupo de 200 pessoas comemorou a rebelião de Stonewall no "Gairilla", um precursor das celebrações do orgulho gay da cidade.
Nas últimas décadas, a cidade de Toronto emergiu como uma líder em políticas progressistas para gays e lésbicas na América do Norte. Seus ativistas marcaram uma grande vitória em 2003, quando o Tribunal de Apelações manteve uma decisão de primeira instância que tornou o casamento homossexual legal em Ontário, a primeira jurisdição na América do Norte a fazê-lo.  Nesta época, o Festival da Semana do Orgulho Gay de Toronto já acontecia há 23 anos, sendo uma das mais antigas celebrações do orgulho LGBT organizadas do mundo. É também um dos maiores, atraindo cerca de 1,3 milhão de pessoas em 2009.
A Parada do Orgulho LGBT de Vancouver acontece anualmente durante o primeiro fim de semana agosto. O desfile acontece no centro da cidade e conta com mais de 150 carros alegóricos. O desfile tem uma multidão de mais de 150 mil participantes, com bem mais de meio milhão de presentes na parada de 2013.

### Estados Unidos
Nos Estados Unidos, as paradas do orgulho LGBT de Nova York, Los Angeles, Chicago e São Francisco acontecem desde 1970.
Entre outras paradas de orgulho gay estão as de Boston, Denver, Cincinnati, Albuquerque, Atlanta, Washington, DC, Houston, Jacksonville, Miami, Nashville, Nova Orleans, San Diego, Long Beach, Palm Springs, Seattle, St. Louis, Portland, entre muitos outras.[carece de fontes?]

### França
A Parada do Orgulho LGBT de Paris é organizada anualmente no último sábado em junho, com presenças de mais de 800 mil pessoas. Dezoito outros desfiles ocorrem em cidades em toda a França: Angers, Biarritz, Bayonne, Bordeaux, Caen, Estrasburgo, Le Mans, Lille, Lyon, Marselha, Montpellier, Nancy, Nantes, Nice, Rennes, Rouen, Toulouse e Tours.

### Israel
Tel Aviv abriga uma parada de orgulho LGBT anual que costuma atrair cerca de 100 mil pessoas, o principal evento do tipo no Oriente Médio. O principal desfile, que também é parcialmente financiado pelo governo de Tel Aviv, foi um dos maiores que já aconteceram em Israel. A primeira parada LGBT ocorreu em 1993.
Os desfiles de Jerusalém encontraram resistência devido à alta presença de instituições religiosas na cidade. Em 30 de junho de 2005, a quarta marcha anual do orgulho de Jerusalém ocorreu. Originalmente tinha sido proibida por uma ordem municipal que foi cancelada por um tribunal. Muitos dos líderes religiosos muçulmanos, judeus e cristãos tinham chegaram a um raro consenso para pedir ao governo municipal o cancelamento da autorização das paradas.

### Lusofonia

#### Brasil

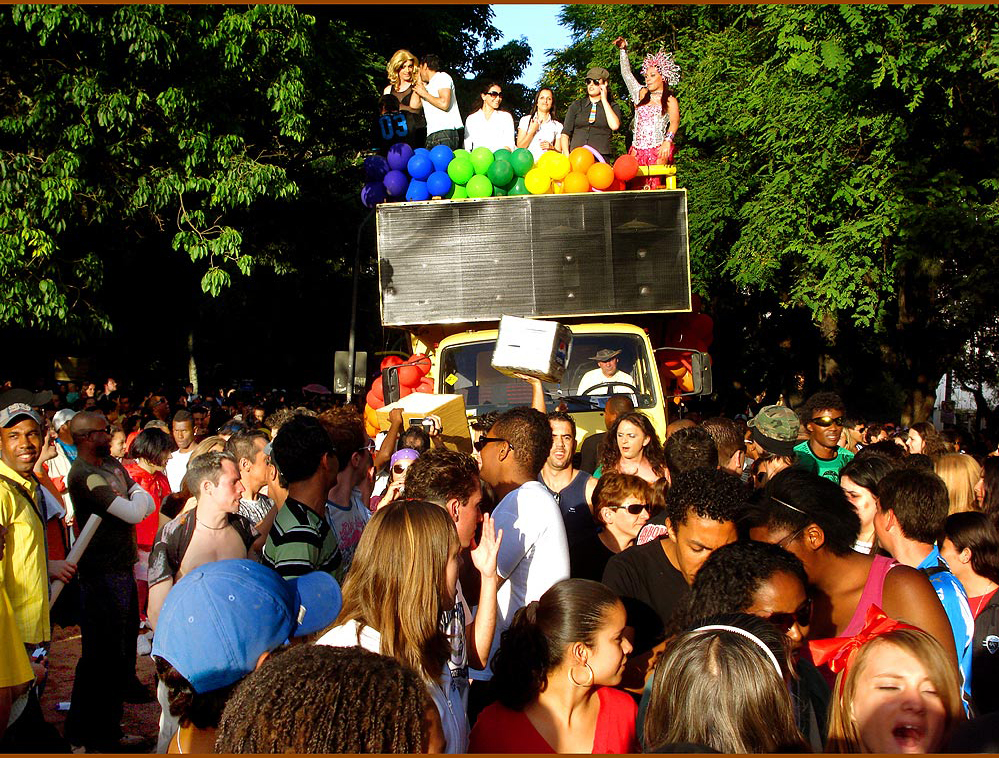
Parada LGBT em Porto Alegre, Rio Grande do Sul.

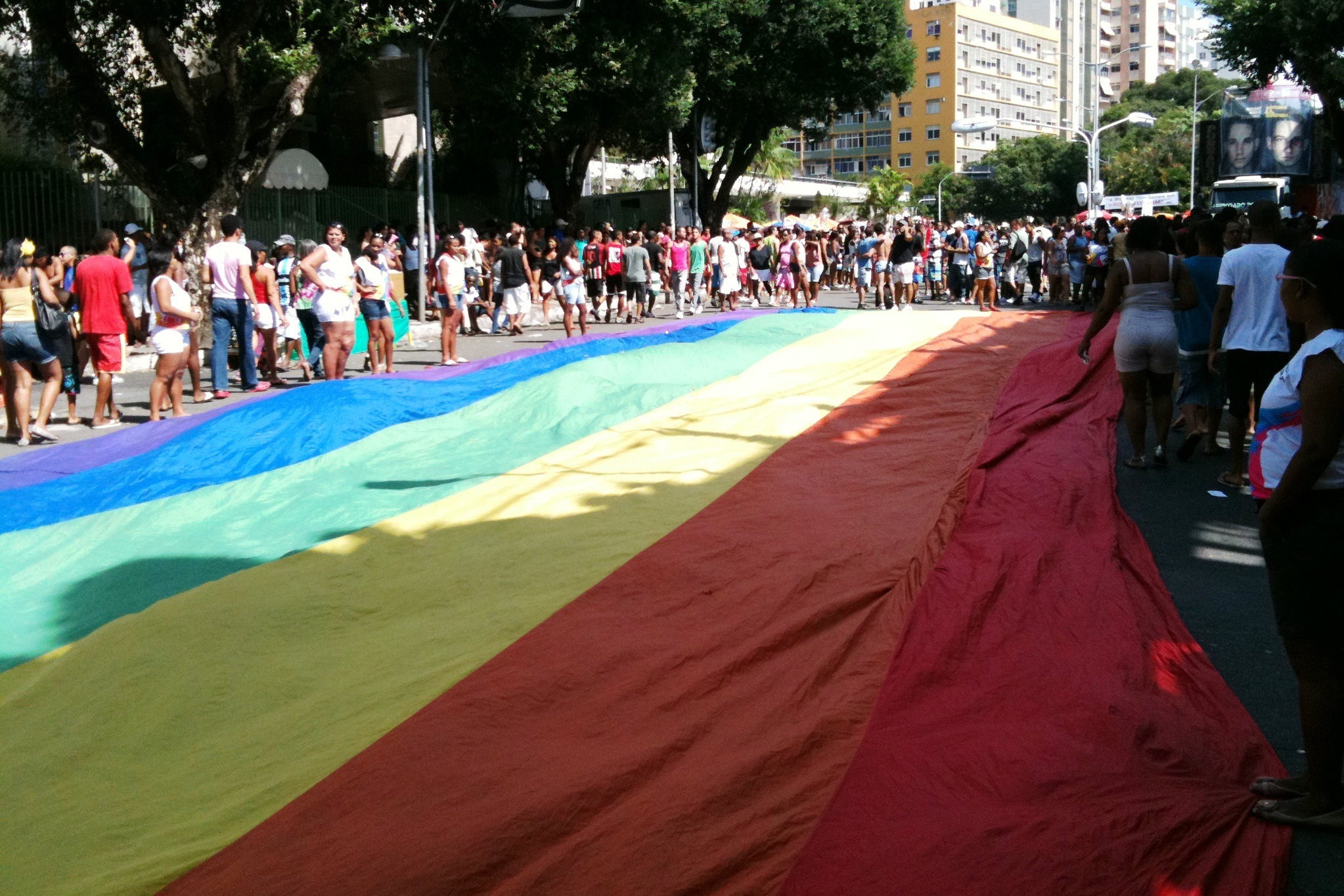
Parada LGBT em Salvador, Bahia, em 2011

No Brasil, a Parada do orgulho LGBT de São Paulo acontece na Avenida Paulista, no município de São Paulo, desde 1997. No ano de 2006, foi nomeada a maior parada do orgulho LGBT do mundo pelo Guinness World Records. A parada e seus eventos associados são organizados pela Associação da Parada do Orgulho de Gays, Lésbicas, Bissexuais e Travestis e Transexuais, desde a sua fundação em 1999. A marcha é a atividade principal do evento e aquela que atrai a maior atenção da imprensa, autoridades brasileiras e de centenas de milhares de pessoas curiosas que se alinham ao longo da rota do desfile.
A segundo maior parada do orgulho LGBT no Brasil é a do Rio de Janeiro que atrai cerca de 2 milhões de pessoas e acontece, tradicionalmente, na Zona Sul ou em bairros mais ricos, entre o centro da cidade e as praias oceânicas mundialmente famosas. A de Janeiro Gay Pride Parade Rio e seus eventos associados são organizados pela ONG Arco-Íris. O grupo é um dos fundadores da Associação Brasileira de Gays, Lésbicas, Bissexuais, Travestis e Transexuais.
A segunda parada mais antiga do Brasil e está em terceiro lugar, reunindo mais de 300 mil pessoas, é a Parada de Luta LGBTI+ de Porto Alegre (Rio Grande do Sul), a capital gaúcha também foi a primeira a efetuar casamento homoafetivo no país. O evento acontece anualmente no fim de semana mais próximo do dia 28 de junho, no Parque da Redenção concentrando os trios elétricos e com palco na orla do Gasômetro, durante uma semana, que antecede a Parada, ocorre a Virada Cultural Sylvinha Brasil, em homenagem a apresentadora que junto com Roberto Seitenfus, apresentava a Parada e faleceu em 2018. No mês de novembro acontece a Parada Livre, outra parada LGBT da cidade de Porto Alegre que também está entre as maiores e mais antigas do Brasil, a manifestação é marcada pela marcha que tradicionalmente faz a volta no Parque da Redenção.
Outros desfiles acontecem ao redor do país. Na região Sudeste, são realizados em Cabo Frio (Rio de Janeiro), Campinas, Sorocaba, São João da Boa Vista, (São Paulo), Vitória (capital do Espírito Santo) e em Belo Horizonte e Uberaba (Minas Gerais). Na região Sul, ocorrem em Curitiba, Florianópolis, Porto Alegre e Pelotas. No Centro-Oeste, em Campo Grande, Cuiabá, Goiânia e Brasília. No Nordeste, estão presentes em todas as capitais regionais (Salvador, Aracaju, Maceió, Recife, João Pessoa, Natal, Fortaleza, Teresina e São Luís) e também no interior, como em Juazeiro do Norte. As paradas do orgulho LGBT da região Norte acontecem em Belém, Macapá, Boa Vista e Manaus.

#### Portugal

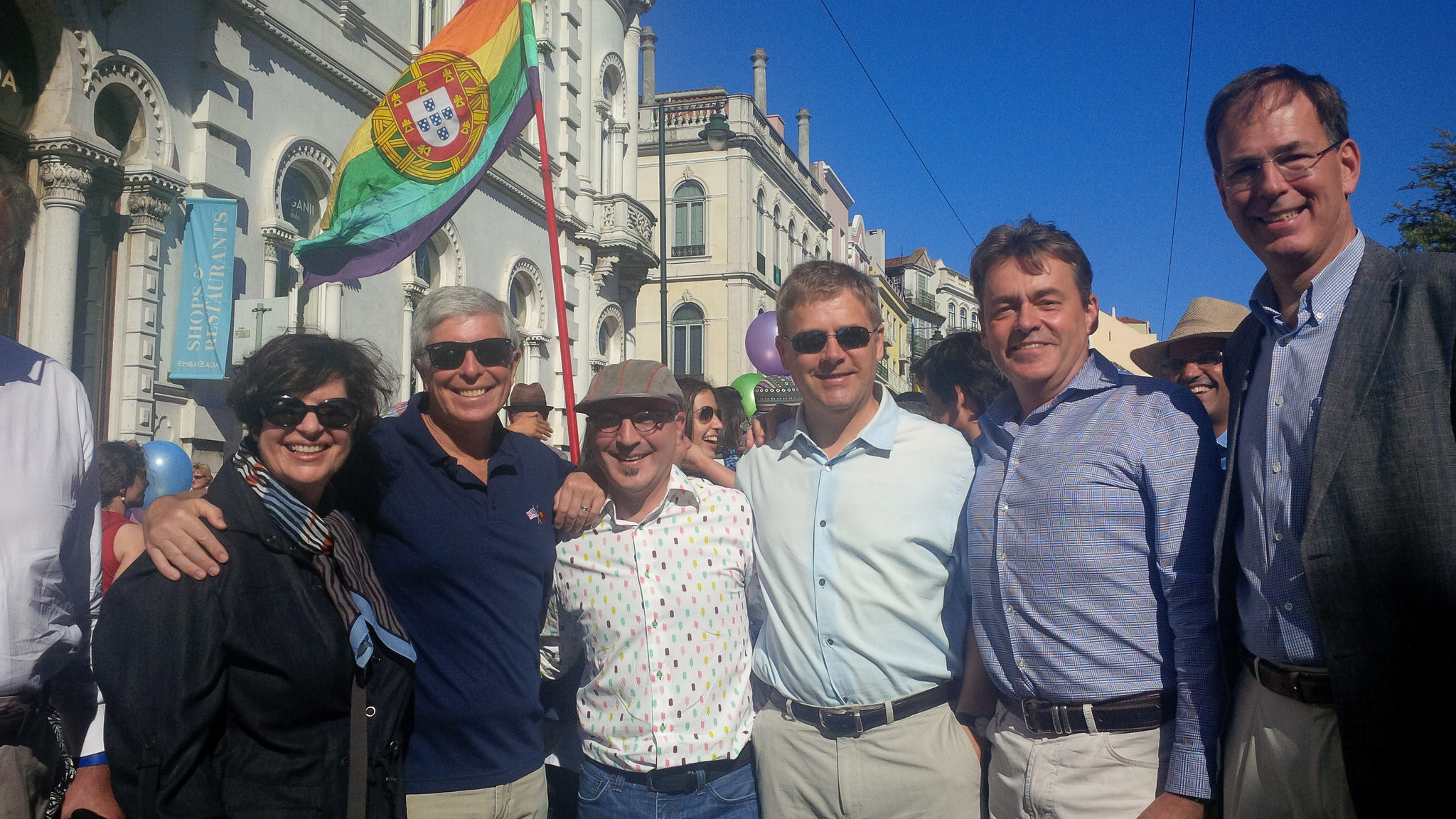
Marcha do Orgulho LGBT de 2016 em Lisboa, Portugal.

A Marcha do Orgulho LGBT é realizada anualmente em Lisboa e no Porto por várias associações e colectivos LGBT, feministas e defensores de direitos humanos em geral.
O Arraial Pride foi o primeiro evento de grande visibilidade LGBT português, na cidade de Lisboa.